# Maledicció dels recursos
Amb el nom de maledicció dels recursos o maledicció de les matèries primeres es coneix un fenomen econòmic singular que provoca que països amb recursos naturals abundants obtinguin uns resultats econòmics inferiors als de països amb una dotació de recursos molt menor.
Hi ha tres motius que expliquen aquesta paradoxa:
- La perspectiva de riqueses abundants porta sovint a disputes pel poder. Així, sovint aquesta països pateixen cops d'estat i guerres civils. Aquesta cobdícia porta freqüentment també a la corrupció.[2]
- Els preus dels recursos naturals són inestables i és difícil gestionar aquesta volatilitat. Això provoca que les crisis econòmiques siguin molt més severes i bona part dels beneficis aconseguits en la fase expansiva desapareixen en la posterior recessió.
- Els recursos naturals, tot i ser font de riquesa, sovint no comporten la creació de llocs de treball i això provoca el que s'anomena el mal holandès (o síndrome holandesa).

Per evitar aquests efectes adversos cal, en primer lloc, vetllar perquè en aquests països es desenvolupin processos democràtics i transparents que possibilitin una distribució més equitativa de la riquesa i que es duguin a terme les inversions adequades.
Una altra mesura que poden adoptar aquesta països és la creació de "fons d'estabilització" per tal de destinar part dels beneficis obtinguts amb la venda de recursos naturals en els moments de preus elevats a suavitzar les fases recessives. A més, caldria evitar un endeutament excessiu amb institucions financeres estrangeres que ofereixen facilitats de finançament quan l'economia va bé i d'altra banda n'exigeixen el retorn en moments de recessió.
Tanmateix, l'efecte nociu més complicat de combatre és el mal holandès que provoca una apreciació del valor de la divisa del país i dificulta les exportacions dels altres sectors de l'economia. En principi es podria pensar que per evitar aquesta apreciació de la divisa, n'hi prou de mantenir els ingressos obtinguts amb la venda de recursos naturals fora del país. Això, però, és clarament impopular i sovint la població ho veu com una utilització dels recursos nacionals per finançar el creixement d'un altre país.